# Stenotothorax
Stenotothorax — подрод афодий. По некоторым источникам самостоятельный род.

## Описание
Переднеспинка к основанию отчётливо суженная, её наибольшая ширина находится перед серединой. Основание переднеспинки окаймлено. Наличник по бокам нарезки с зубчиком.

## Систематика
В составе подрода:
- Aphodius badipes Melsheimer, 1845
- Aphodius cadaverinus MANNERHEIM, 1843
- Aphodius comosus Gordon & Skelley, 2007
- Aphodius cribratulus SCHMIDT, 1916
- Aphodius dilaticollis SAYLOR, 1935
- Aphodius gardneri Gordon, 2006
- Aphodius gentilis HORN, 1887
- Aphodius gravis FALL, 1927
- Aphodius hibernalis NAKANE & TSUKAMOTO, 1956
- Aphodius lanei SAYLOR, 1940
- Aphodius linsleyi Van Dyke, 1933
- Aphodius martini Van Dyke, 1928
- Aphodius mcpeaki Gordon & Skelley, 2007
- Aphodius micellus Gordon & Skelley, 2007
- Aphodius nevadensis HORN, 1870
- Aphodius oriens Gordon & Skelley, 2007
- Aphodius oviformis ROBINSON, 1946
- Aphodius ovipennis HORN, 1870
- Aphodius parapyriformis Gordon & Skelley, 2007
- Aphodius pyriformis BROWN, 1929
- Aphodius rugoclypeus HINTON, 1934
- Aphodius sparsus LECONTE, 1878
- Aphodius washtucna ROBINSON, 1938
- Aphodius woodleyi Gordon, 2006